# ماین-کینتسیگ
ماین-کینتسیگ (به آلمانی: Main-Kinzig-Kreis) یک منطقهٔ روستایی در آلمان است که در دارمشتات واقع شده‌است.

## خصوصیات
ماین-کینتسیگ ۴۱۰٬۰۶۱ نفر جمعیت دارد.

## خواهرخوانده
شهر رمت گن خواهرخواندهٔ ماین-کینتسیگ هست.